# Bia Mendes
Bia Mendes, nome artístico de Beatriz Teixeira Mendes (São Paulo, 13 de junho de 1972), é uma cantora e compositora brasileira.
É ex-vocalista do grupo Os Mutantes, com qual gravou um single (Mutantes Depois, 2008), dois álbuns (Haih Or Amortecedor, 2010 e Fool Metal Jack, 2013) e realizou mais de 70 shows pelo mundo.

## Biografia

### Infância
Bia Mendes estudou violão dos 7 aos 9 anos e, apesar de tocar precocemente bem, optou por cantar. Aos 15 anos, começou a estudar canto com Nancy Miranda. À época, Nancy, professora notável, promovia vários shows por São Paulo e escolhia alguns de seus alunos para serem solistas. Durante este período, Bia Mendes participou de todos esses eventos como tal.

### Início de carreira
Em 1994, tem a oportunidade de assistir e participar da tour "A Marca da Zorra", de Rita Lee. Esta foi uma experiência valiosa, tendo sido reconhecida pela própria como o ponto em que, apesar de já ter estudado bastante técnica, "aprendeu o que é ser uma cantora de verdade". Em sua primeira apresentação após esta experiência, foi aplaudida de pé em plena Sala Elis Regina lotada. 
Em 1998, Rita Lee a convida para atuar como backing vocal em sua tour "Desleegada", sucesso de venda de bilheteria que trazia a cantora em formato acústico após longo período. Solista, esta foi mais uma experiência reconhecidamente valiosa para a cantora.

### Anos 2000: Mandassaia e Os Mutantes
Em 2000, participou de um concurso interclubes do Estado de São Paulo, novamente como solista, e ficou em primeiro lugar. Na final, foi aplaudida de pé por todo o Theatro São Pedro. Após esta apresentação, Bia Mendes foi convidada a participar do quarteto vocal Mandassaia, que contava com a direção musical do maestro e acordeonista Gabriel Levy. Bia integrou o grupo até 2002. Deste período, destacam-se as gravações de "Até o Fim" (Chico Buarque) e "Já Era Tempo" (Ary Barroso).  
Em 2003, sua relação com Sérgio Dias, que conhecera em 1992, se estreita e em 2006, com a volta do grupo Os Mutantes, envolve-se com a produção da banda. Ainda em 2006, grava com Fábio Recco a faixa "Tecnicolor" (Arnaldo Baptista-Rita Lee-Sérgio Dias) para o álbum Jardim Elétrico: A Tribute to Os Mutantes, lançado em outubro de 2007, na Itália. 
No início de 2008, é convidada por Sérgio Dias para a gravação do single "Mutantes Depois" (Sérgio Dias). No dia seguinte à gravação, é Sérgio quem novamente faz o convite, agora para definitivamente fazer parte d'Os Mutantes. O primeiro show de Bia com a banda aconteceu no Theatro Municipal de São Paulo, no dia 24 de abril, em evento fechado para a imprensa. Três dias depois, às três da manhã do dia 27 de abril, Os Mutantes subiam ao palco montado na São João para realizar um show apoteótico durante a Virada Cultural de São Paulo, com público de cinquenta mil pessoas do início ao fim. 
Já no final de 2008, canta, ainda com Os Mutantes, ao lado de Daniela Mercury o clássico "O Que É Que a Baiana Tem?" (Dorival Caymmi), na premiação do Grammy Latino. Em 2008 ainda iniciou a sua primeira tour com a banda, com shows pelo Brasil, EUA, Canadá e Europa. 
Na TV, esteve com Os Mutantes na comemoração dos 20 anos do programa Metrópolis (TV Cultura, 2008); no show da premiação do Grammy Latino (Multishow, 2009); Ensaio (TV Cultura, 2011). Além dos programas, foram transmitidos ao vivo para todo o país os shows do grupo Os Mutantes no SWU (Multishow, 2010), e no Rock in Rio (Multishow, 2011).
Em 2012, motivada pelo nascimento do filho, Bia Mendes participa da gravação do CD "Educação Infantil" (Audiopar, 2012), com músicas do material didático do Sistema Positivo de Ensino.

### Haih or Amortecedore "Singing the Blues"
O primeiro disco da banda Os Mutantes com Bia Mendes no vocal é Haih or Amortecedor, lançado em 2009 nos Estados Unidos e Austrália (ANTI- Records), e no Brasil em 2010 (Coqueiro Verde). Este álbum registra a primeira gravação de uma composição sua. Em parceria com Erasmo Carlos, "Singing the Blues" é uma das faixas da versão brasileira do álbum. Em 2010, é lançado pela MTV Brasil o clip com a faixa "O Mensageiro". O álbum rendeu para a banda a indicação de "Melhor álbum de rock" no Grammy Latino de Música, em cerimônia realizada em Las Vegas.

### Fool Metal JackeSalve Simpatia
Em 2013, Bia Mendes lança seu último álbum com Os Mutantes, Fool Metal Jack, pelo selo americano Krian Music Group (destaque para "Eu Descobri" (Gilberto Gil)) e inicia o projeto "Salve Simpatia", álbum da cantora que homenageia grandes compositores e intérpretes da música feita no Brasil como Carmen Miranda, Chico Buarque, Sérgio Sampaio e Jorge Ben, com "Salve Simpatia", faixa que dá nome ao disco.

### Curiosidades
Em 2008, junto com Os Mutantes, gravou sua mão na Rock Walk Brasil - 'A Calçada da Fama do Rock'. 

## Discografia
- Jardim Elétrico: A tribute to Os Mutantes, 2007, MadCap Collective/Silly Boy. Itália.
- Haih or Amortecedor, 2009, ANTI- Records. EUA e Austrália.
- Haih or Amortecedor, 2010, Coqueiro Verde. Brasil.
- Educação Infantil: músicas do material didático do Sistema Positivo de Ensino, 2012, Audiopar. Brasil.
- Fool Metal Jack, 2013, Krian Music Group. EUA.